# Castell de Peramea
Castell de Peramea és un edifici de Baix Pallars (Pallars Sobirà) declarat bé cultural d'interès nacional. Està situat a la vila de Peramea, dins de l'antic terme de Peramea, a la comarca del Pallars Jussà. Hi ha les restes, damunt d'un roquer situat al nord-oest del poble, davant de la façana de ponent de l'església parroquial de Sant Cristòfol de Peramea.

## Història
Documentat des del 908 i fins al segle xvii, el castell de Peramea pertangué des d'antic als comtes de Pallars, fins que passà als Vilamur com a 
penyora dels pactes i concòrdies entre els dos comtes pallaresos, al segle xiii. Per enllaços matrimonials, passà a mans dels Bellera, ja al segle xv. A finals del mateix segle retornà als comtes de Pallars, el 1487 passà a mans dels ducs de Cardona, i el 1632 passà a mans del comtes d'Erill, que en mantingueren el poder fins a la fi dels senyorius, al segle xix.
La castlania de Peramea fou venuda als senyors de Paüls el 1381, família que mantingué sota el seu govern el castell fins al segle xvi.

## Descripció
Al cim d'una penya situada la costat septentrional de la població de Peramea es troben les escasses restes d'aquest castell. Damunt del planell hi ha una plataforma amb diversos nivells. Al nivell superior, que té una forma trapezoïdal, hi ha restes de murs als costats sud i oest i aquest últim continua cap a un nivell una mica més baix fent una mica d'angle cap a l'est al final. A l'extrem septentrional hi ha uns 4 metres de paret de tancament.
A l'extrem meridional de la població i sobre un petit promontori rocós, es conserven les restes d'una torre, dita de Colomers, que formava part del sistema defensiu de la vila Peramea. És una torre de planta circular; manté en el seu costat nord-oest un pany de paret fins a l'altura del primer pis, mentre que pel sud-est és pràcticament enrunada. És una construcció de grans blocs de pedra calcària, d'una gruixària mitja entre 50 i 60cms. A un nivell més baix, i resseguint el turó, un mur d'aparell lleugerament més petit delimita un espai més o menys circular.